# عبد الجليل بن سالم
عبد الجليل بن سالم هو وزير الشؤون الدينية السابق في حكومة يوسف الشاهد، ولد عبد الجليل بن سالم في 4 يونيو 1959 بالمطوية في ولاية قابس.

## الحياة المهنية
شغل منصب رئيس جامعة الزيتونة
رئيس جامعة الزيتونة سابقا من 2011 إلى 2014 و رئيس وحدة بحث الكلام حاليا. 
تحصل على الإجازة في أصول الدين سنة 1983 وانتدب بالمعهد العالي لأصول الدين عام 1989. وهو أستاذ تعليم عالي من 2005.

## إقالته من منصبه
في يوم 4 نوفمبر 2016 أقال رئيس الحكومة التونسية يوسف الشاهد وزير الشؤون الدينية عبد الجليل بن سالم بعد تصريحات له اتهم فيها السعودية بتصدير الأفكار التكفيرية والإرهاب.